# شتتن (بودنسیکرایس)
شتتن (به آلمانی: Stetten) یک شهر در آلمان است که در بودنسیکرایس واقع شده‌است.